# المسيحية في قرغيزستان

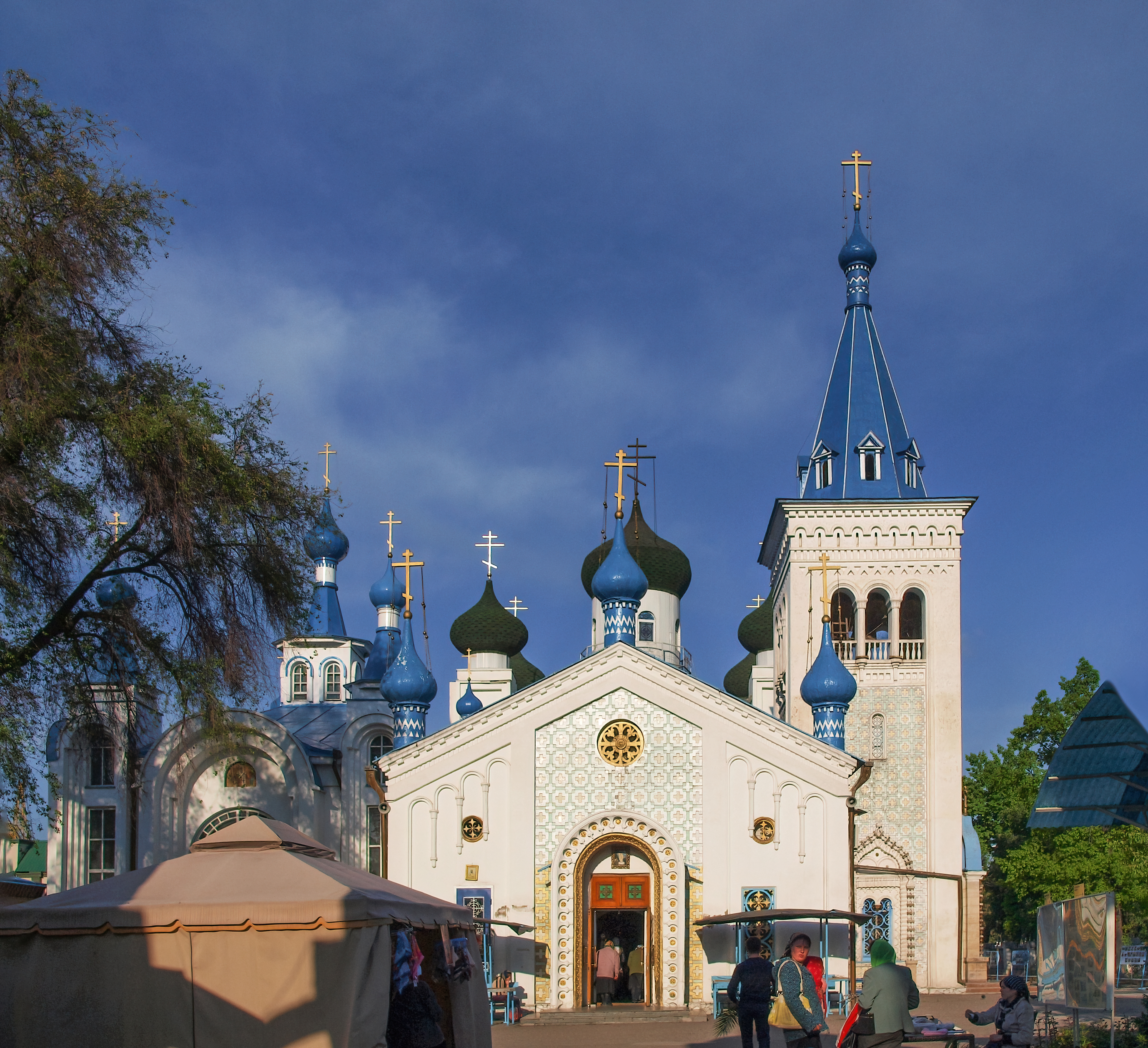
كنيسة قيامة المسيح الروسيَّة الأرثوذكسيَّة في العاصمة بيشكك.

تُشكّل المسيحية في قيرغيزستان ثاني أكثر الديانات انتشاراً بين السكان بعد الإسلام، ووفقًا لإحصائية مركز بيو للأبحاث عام 2010 المسيحية هي الديانة الثانية من حيث عدد الأتباع في قيرغيزستان (11.4% من السكان)، أي حوالي 610,000 نسمة. الكنيسة الروسية الأرثوذكسية هي المذهب الرئيسي بين مسيحيي قيرغيزستان، والأغلبيَّة الساحقة من أعضاء هذه الكنيسة هم من الناطقين بالروسية ويعود وجودهم إلى استيطان الروس والأوكرانيين خلال حقبة الإمبراطورية الروسية، بينما الكنيسة الرومانية الكاثوليكية هي الأكثر انتشارًا في بين الإثنية البولندية والألمانية القاطنة في البلاد. وتُعد الكنائس البروتستانتية المختلفة إحدى أبرز المذاهب بين مسيحيي قيرغيزستان، والأغلبيَّة الساحقة من أعضاء هذه الكنائس هم من القيرغيز ومعظمهم من معتنقي المسيحية.
تعود جذور المسيحيَّة في البلاد إلى القرن السادس قبل ظهور الإسلام، حيث ضمت البلاد مجتمعات مسيحية شرقية لا بأس بها، بما في ذلك النساطرة والسريان الأرثوذكس وكان أتباع كنيسة المشرق من المتعلمين الذين اتقنوا السريانية. وبدأت كنيسة المشرق بالوهن في البلاد بعد القرن الثالث عشر تحت ضغط الصراعات بين المنغول والصليبيين والمسلمين وأدت سلسلة اضطهادات شنها قادة الترك والمنغول الداخلين حديثا إلى الإسلام إلى انهيار المجتمعات المسيحية في آسيا الوسطى. أعيد إحياء المسيحية في البلاد خلال القرن التاسع عشر وذلك بعد الغزو الروسي، عندما تم بناء الكنائس الأرثوذكسية الروسية المختلفة في المدن الكبيرة.
على الرغم من بناء عدد كبير من المساجد والمدارس الإسلامية في السنوات الأخيرة، إلا أن حوالي 25,0000 إلى 50,000 من القرغيزيين المسلمين ارتدوا عن الإسلام إلى المسيحية أو إلى ديانات أخرى، وذلك حسبما ذكر بعض القساوسة والواعظين الإنجيليين وبعض الخبراء، إلا أن الحكومة قد شككت في صحة رقم 50,000 شخص. وفقاً للباحثين الأتراك بينار أكجالي وإنجين دمير تختلف الأعداد الدقيقة عن القرغيزيين المتحولين للمسيحية ولكن يُقبل عمومًا تقدير 20,000 في أوساط الباحثين. وفقًا إلى تقرير أعدته قناة الجزيرة، فإن الالاف المسلمين القيرغيزيين تحولوا في السنوات القليلة الماضية من الإسلام إلى المسيحية أو أصبحوا أتباعًا لجماعات تبشيرية مختلفة وفقاً لإحصائية حكومية رسميَّة.

## تاريخ

### العصور المبكرة والوسطى

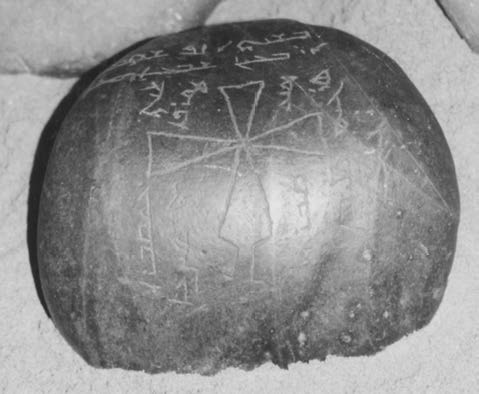
شاهد قبر مسيحي نسطوري من القرن الثالث عشر أو الرابع عشر في قيرغيزستان.

ذكر سيرة حياة مار أبا وجود أسقف مقيم في تركستان منذ سنة 549، كما انتشرت منذ ذلك الحين العديد من النقوش السريانية وخاصة في بلاد ما وراء النهر في طلاس بكازخستان حاليًا وبنجكنت بطاجكستان. ويبدو من الأخطاء اللغوية في بعض تلك الكتابات أن كاتبها كان على الأغلب من المتحدثين بالصوغدية. أما بحلول القرن التاسع وصلت المسيحية إلى جنوب بحيرة بالخاش بين الصين وكازخستان.
وقام بعض الرهبان النساطرة بالسفر إلى أواسط آسيا والصين لنشر المسيحية فيها بسبب القيود التي فرضت على نشر المسيحية بين المسلمين في المشرق، فازدهرت كنيسة المشرق في تلك البقاع واعتنقت أعداد كبيرة من الفرس والترك والهنود والصينيين والمغول الديانة المسيحية، وساعدت الاضطهادات التي واجهتها كنيسة المشرق في العراق بالقرن الحادي عشر على توسعها التدريجي شرقًا، ويلاحظ أنه بجانب السريان المشارقة كان هناك تواجد أقل لكل من السريان المغاربة ومجموعات يهودية وزرادشتية في آسيا الوسطى. كما كان هناك تواجد لكنيسة المشرق شمالا في بيرم بروسيا حاليًا حيث عثر على عدة نقوش سريانية ومخطوطات من الإنجيل يعود بعضها إلى القرنين الخامس والسادس.
بالتوجه شرقًا تصبح اللغة السريانية المستعملة في بعض النقوش، ركيكة وتظهر نقوش مسيحية تركية وتترية، ففي طورفان بشرق الصين عثر على العديد من المخطوطات باللغة الصوغدية وعدد أقل بالسريانية. غير أنه بالرغم من استعمال الصوغدية في القراءات أثناء القداديس إلا ان السريانية ظلت لغة رسمية للكنيسة في تلك الأنحاء كذلك.
قام البطريرك صليبا (714-728) بتنظيم الوجود المسيحي في وسط وشرق آسيا بأن أسس مطرانيات في هرات وسمرقند والصين. ومن الملاحظ كذلك أن التقسيم الإداري للكنيسة في أسيا الوسطى كان فضفاضًا وقليل التنظيم ويعود السبب في ذلك إلى الكثافة السكانية المنخفضة للغاية واتساع مساحة الولايات البطريركية.
بحلول القرن التاسع، كانت أبرشية كنيسة المشرق تهتم بمسيحيي قيرغيزستان والمناطق المتاخمة في شرق تركستان. وعلى الرغم من أن المسيحيين كانوا من العرقية التركيَّة في المقام الأول الأ أنه كان هناك تواجد لجماعات مسيحية عرقية أخرى أبرزها الأرمن الأرثوذكس بحلول القرن القرن الرابع عشر. ولكن بحلول القرن الخامس عشر، لم تعد هناك هياكل كنسية لأي كنيسة تهتم بمسيحيين قيرغيزستان. يَعود ذكر الكاثوليك في هذه المنطقة منذ القرن الرابع عشر، حتى القرن التاسع عشر والقرن العشرين جاء المبشرون الرومان الكاثوليك إلى قيرغيزستان بشكل رئيسي من الصين.

### العصور الحديثة

#### الحقبة القيصرية والشيوعية

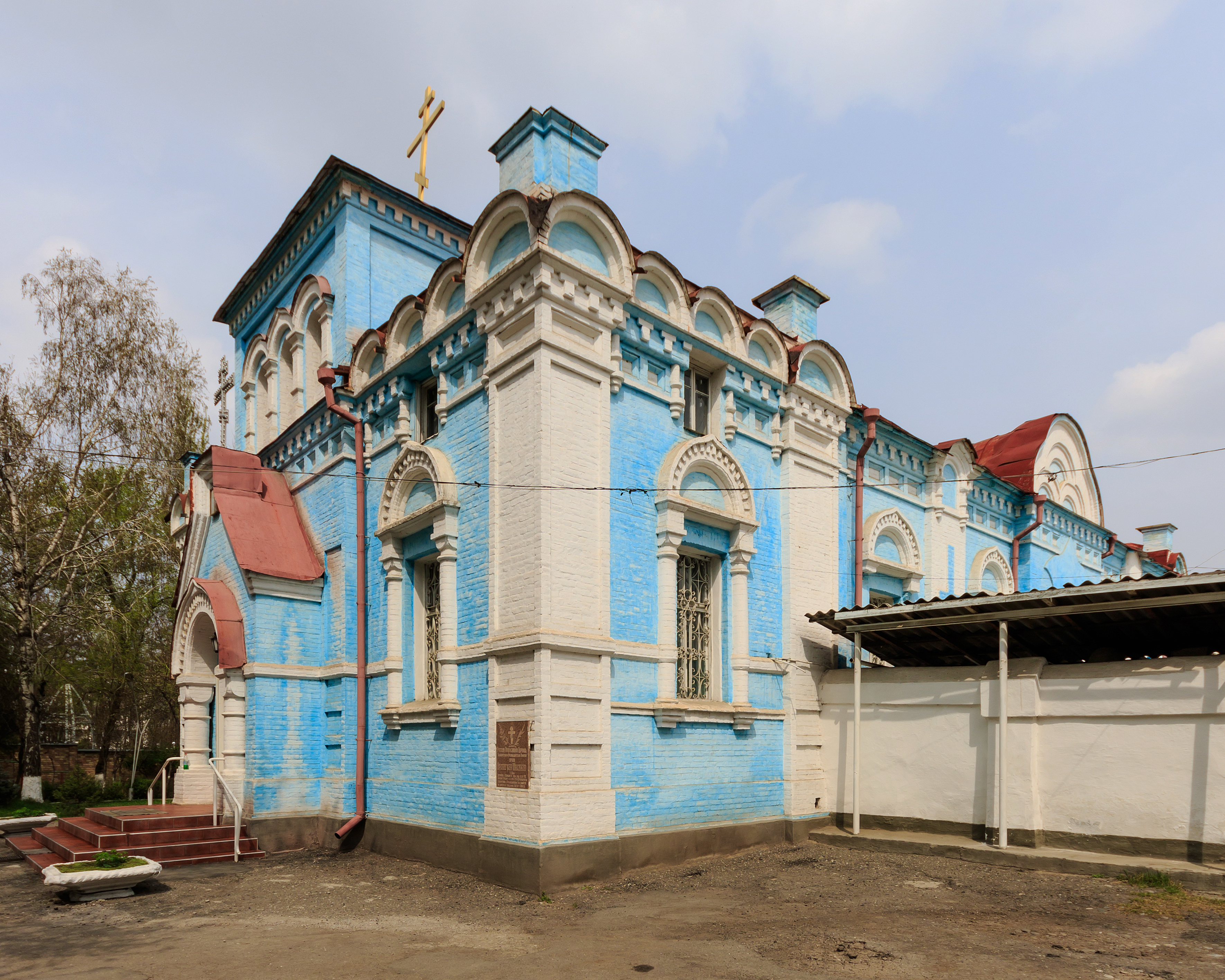
كنيسة الملاك ميخائيل في مدينة أوش.

تعزز الحضور المسيحي الأرثوذكسي في قيرغيزستان مع اندماج البلاد في الإمبراطورية الروسية في أواخر القرن التاسع عشر. وافتتحت الرعايا الأولى في قيرغيزستان في كل من بيشكك، وطلاس، وجلال آباد في عقد 1870 لخدمة المستوطنات العسكرية الروسية التي تم بناؤها في البلاد. واعترفت بالرعايا العسكرية في نهاية المطاف كأبرشيات منتظمة مما أدى إلى نمو الكنيسة الروسية الأرثوذكسية في قيرغيزستان. في عام 1871 أسس المجمع المقدس الروسيَّة للكنيسة الأرثوذكسيَّة أبرشية طشقند وتركستان لإدارة مجتمعاتها الجديدة في آسيا الوسطى، وضمت أبرشية جديدة في قيرغيزستان تحت سلطتها. بحلول الثورة الروسية في عام 1917 كان هناك أكثر من ثلاثين كنيسة في قيرغيزستان. كما كانت موطنًا لأحد أبرز الأديرة الأرثوذكسية الثلاثة في آسيا الوسطى في ذلك الوقت، دير الثالوث المقدس على ضفاف بحيرة إيسيك كول.
خلال الحقبة السوفيتية عانت الكنيسة الأرثوذكسية في قيرغيزستان من الاضطهاد كما حدث في أماكن أخرى في الاتحاد السوفييتي، نتيجة سيادة الفكر الإلحادي في الاتحاد السوفييتي. وقتل رجال الدين والمؤمنين على حد سواء من قبل السلطات الجديدة وأغلقت ودمرت العديد من الكنائس. وكجزء من تخفيف الاضطهاد خلال الحرب العالمية الثانية، أعيد فتح العديد من الكنائس، وكان هناك اثنان وثلاثون كنيسة نشطة في قيرغيزستان بحلول عام 1946. وأغلقت ثمانية في وقت لاحق في الاضطهاد المتجدد تحت حكم خروتشوف.

#### الوضع الراهن

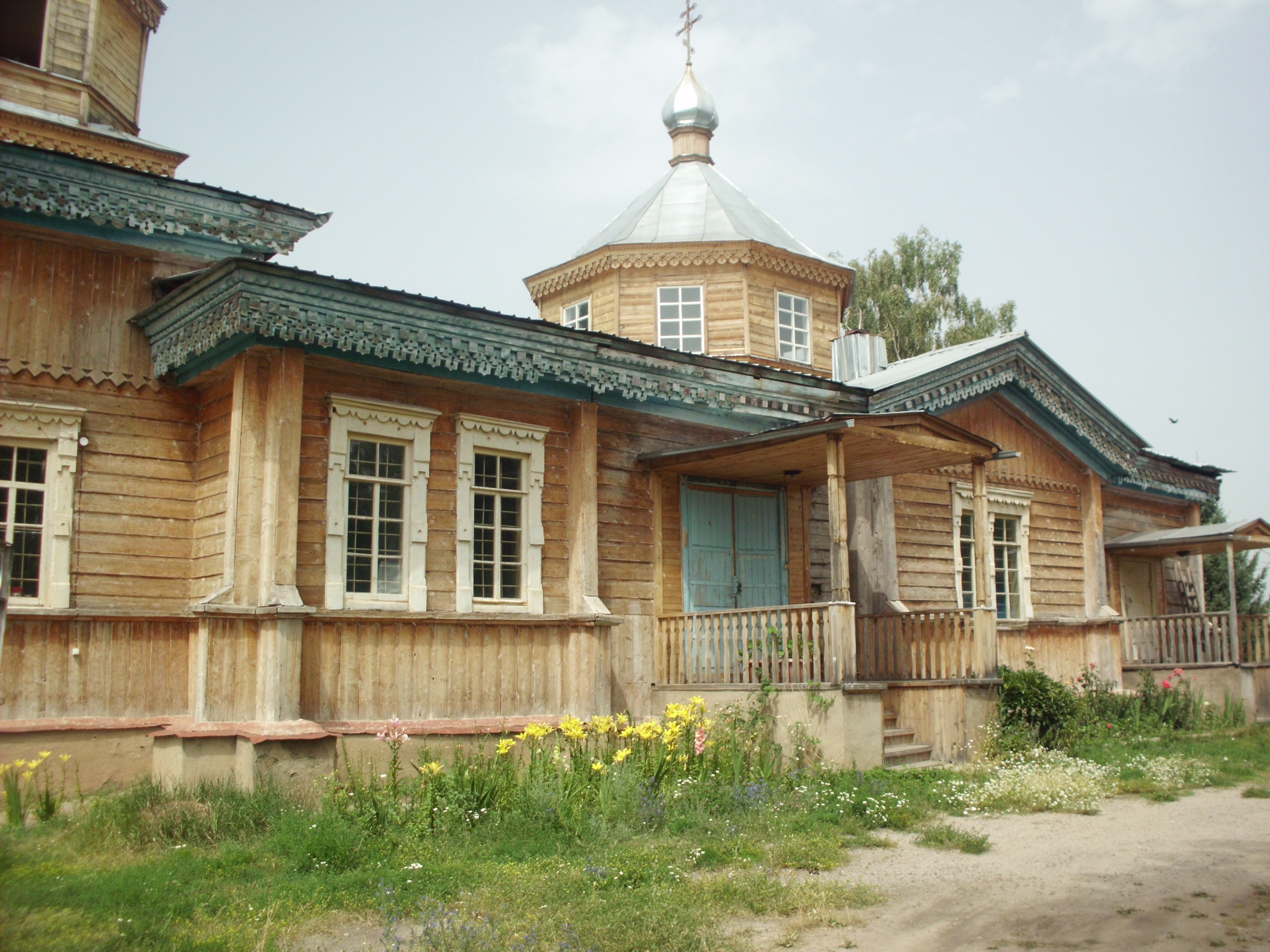
كنيسة أرثوذكسيَّة في ايسيك كول أوبلاستي.

منذ انهيار الاتحاد السوفياتي تضاعف عدد الرعايا الأرثوذكس في قيرغيزستان إلى أربعين رعية. وأنشئ أيضًا دير جديد للنساء في قره بالتا في شمال قيرغيزستان. في عام 2011 قرر المجمع المقدس للكنيسة الأرثوذكسية الروسية فصل الكنيسة الأرثوذكسية في قيرغيزستان عن أبرشية طشقند وانشاء أبرشية جديدة دعيت باسم أسقفية بيشكيك وقيرغيزستان. بعد استقلال قيرغيزستان عن الاتحاد السوفياتي في عام 1991 أصبحت الجماعات الكاثوليكيَّة جزءًا من الإدارة الرسولية لآسيا الوسطى ومقرها في كاراغاندا في كازاخستان. في عام 1997 أنشأ البابا يوحنا بولس الثاني بعثة كاثوليكية لقيرغيزستان تحت رعاية اليسوعيين. وفي عام 2006، أنتقلت الإدارة الرسولية إلى نيكولاوس ميسمر وهو أول أسقف كاثوليكي في البلاد. وأقام الفاتيكان علاقات دبلوماسية مع قيرغيزستان. وتعمل الكنيسة الكاثوليكيَّة بحرية نسبيًا في البلاد، على الرغم من أن لديها مشاكل بالتسجيل مع لجنة الدولة للشؤون الدينية. ويواجه الكهنة صعوبة في العمل في البلاد حيث أن العديد منهم أجانب ويجب أن يحصلوا على تصاريح أو تأشيرات طلابية. السفر لمسافات طويلة شائع للكهنة لزيارة المجتمعات الكاثوليكية الصغيرة في البلاد، العلاقات المسكونية مع الكنائس المسيحية الأخرى إيجابية، وخاصًة على المستوى المحلي. بحسب مصدر من عام 2016 بحلول عام 2009، تحول حوالي 22,000 من القيرغيز إلى البروتستانتية، وفقاً للخبراء. وبحسب تقرير أدى كان انهيار الاتحاد السوفيتي في عام 1991 إلى هجرة 100 ألف الأشخاص ذوي الأصول الألمانية، ومعظمهم من اللوثريين والكاثوليك، إلى أوروبا أو الولايات المتحدة. وخلال العقود اللاحقة هاجر الآلاف من المسيحيين ذوي الأصول الروسية إلى الخارج، وتؤثر الهجرة المسيحية سلباً على النمو السكاني للمسيحيين في البلاد.
تعيش الجماعات الدينية المختلفة في تعايش وفي اختلاط في ما بينهم؛ وبحسب مركز بيو للأبحاث يقول حوالي 9% من المسلمين القيرغيز إن جميع المسلمين في بلدهم، أو الكثير منهم، معادون للمسيحيين، وفقاً لمسح أجراه مركز بيو للأبحاث حول مسلمي العالم. ويقول نحو 8% ممن تم استطلاع آرائهم من المسلمين في قيرغيزستان إن كل أو معظم أو كثير من المسيحيين معادون للمسلمين، وهي ثالث أقل نصيب في 26 دولة سئل فيها السؤال.

## ديموغرافيا

### الطوائف المسيحية

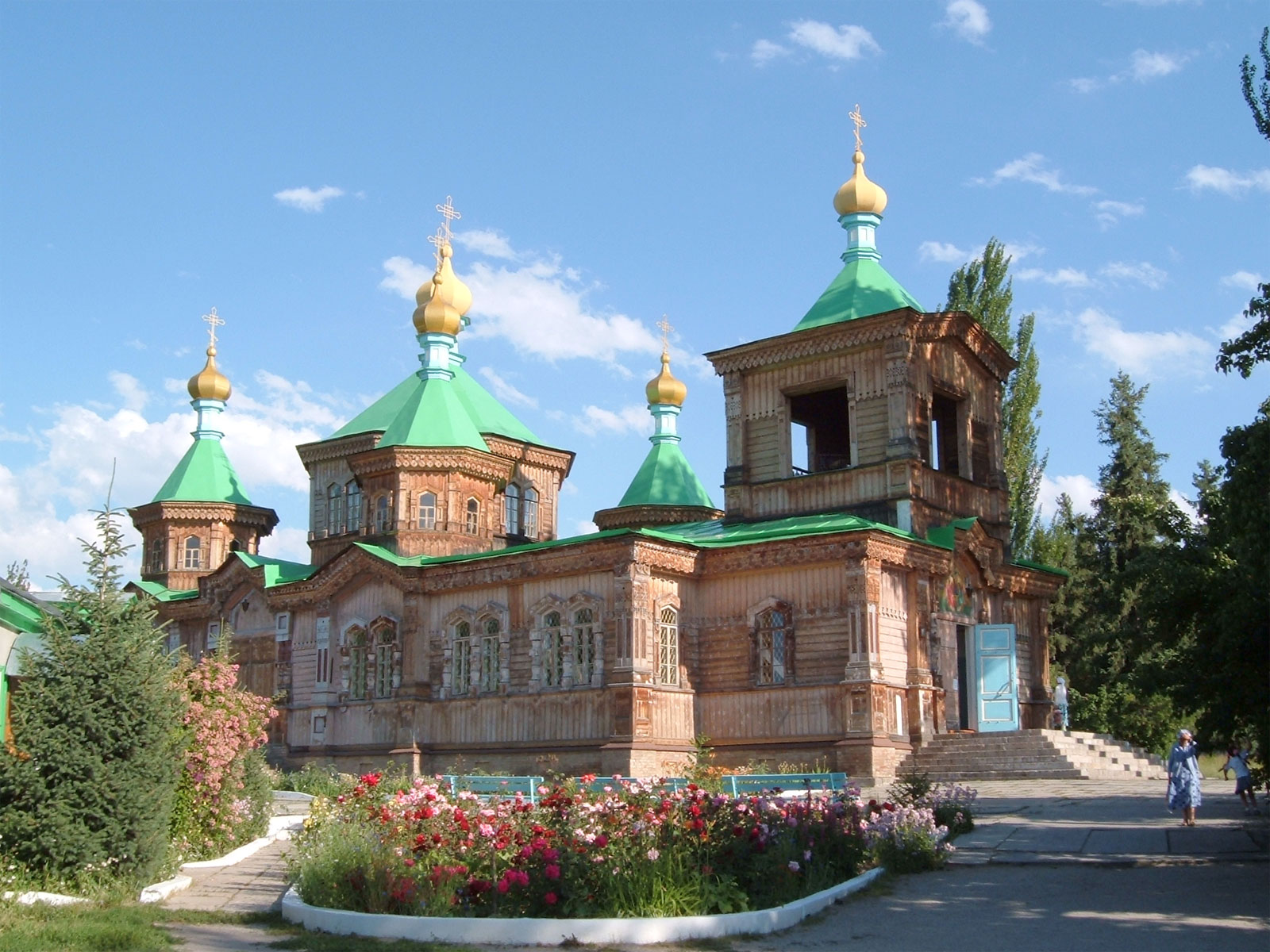
كنيسة الثالوث الأقدس الروسيَّة الأرثوذكسيَّة في مدينة كراكول.

تُعدّ الكنيسة الروسية الأرثوذكسية أكبر الطوائف المسيحية في قيرغيزستان، وتضم أكثر من 500,000 نسمة، وأتباعها في المقام الأول من المواطنين من ذوي الأصول الروسيَّة والأوكرانيَّة، ويقطن معظمهم في المدن الكبرى.
وفقاً لمركز بيو للأبحاث عام 2010 حوالي 9.4% من السكان من أتباع الكنائس الأرثوذكسية الشرقية. ويعود حضور الكنيسة الروسية الأرثوذكسية في البلاد إلى القرن التاسع عشر. هناك أقلية صغيرة من المواطنين المسيحيين ذوي الأصول الألمانية، ومعظمهم من أتباع الكنيسة اللوثرية وتجديدية العماد، إلى جانب مجتمع من أتباع الكنيسة الرومانية الكاثوليكية والذي يضم حوالي 1,500 عضو، ويتوزع الكاثوليك على ثلاثة رعايا وهي بيشكك وتالاس وجلال أباد، ومعظم الكاثوليك في البلاد هم من نسل الألمان والبولنديين والمجموعات العرقية الأوروبية الأخرى الذين تم ترحيلها إلى آسيا الوسطى خلال حقبة جوزيف ستالين في الثلاثينيات والأربعينات من القرن العشرين. وتضم البلاد أقلية من المؤمنين القدماء من ذوي الأصول الروسيَّة. وفقاً لمركز بيو للأبحاث عام 2010 حوالي 1.7% من السكان من أتباع الكنائس البروتستانتية، وتُقدر أعدادهم بحوالي 90,000 شخص.

### المتحولين للمسيحية
وفقاً لتقرير بي بي سي ذكر الواعظ الإنجيلي بولوت أن أعداد القيرغيز المتحولين للمسيحية تُقدر بحوالي 50,000 شخص، معظمهم من أصول إسلامية، على الرغم من أن الحكومة تشكك في هذا الرقم. تُشير احصائية تعود إلى سنة 2015 إلى تحول 19,000 قيرغيز مسلم للديانة المسيحية. ووفقاً للباحث يوهان إنجفال عام 2020 تُقدر أعداد القيرغيز المتحولين للمسيحية بحوالي 25,000 شخص. وفقاً للباحث ديفيد رادفورد من جامعة جنوب أستراليا تقدر أعداد القيرغيز المتحولين للمسيحية تُقدر بحوالي 20,000 شخص، معظمهم من أصول إسلامية. وفقاً للباحثين الأتراك بينار أكجالي وإنجين دمير تختلف الأعداد الدقيقة عن القرغيزيين المتحولين للمسيحية ولكن يُقبل عمومًا تقدير 20,000 في أوساط الباحثين. ويعتقد البعض أن الأرقام الحقيقية أكبر بكثير مما وردت في التقرير مع ازدياد نشاط الجماعات التبشيرية، حيث تعمل اليوم في قيرغيزستان أكثر من ثلاثمئة منظمة وجماعة تبشيرية غير إسلامية مسجلة رسمية لدى السلطات.

## المجتمع

### الوضع القانوني

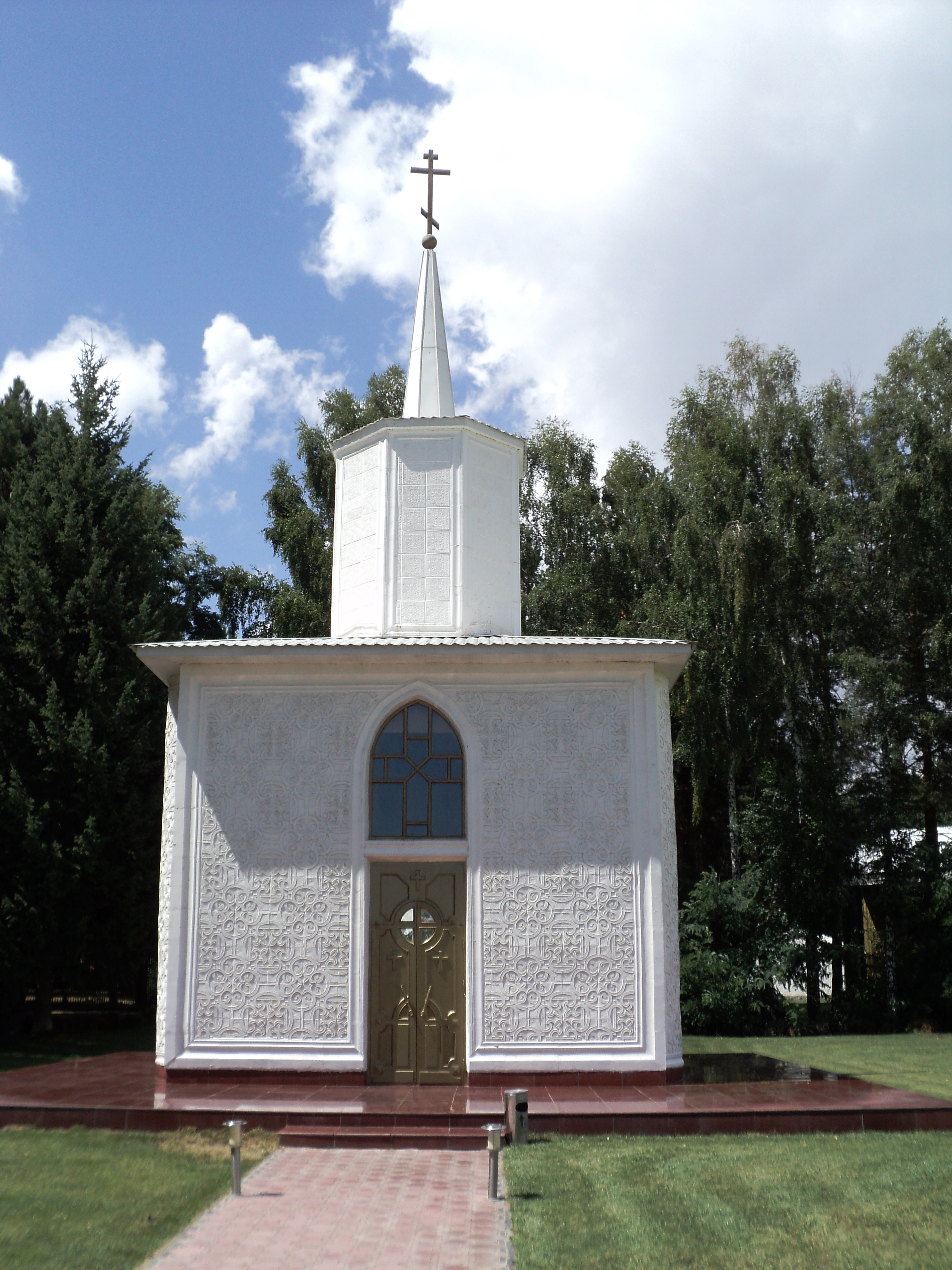
كنيسة مسيحية في شولبون آتا.

ينص الدستور والقانون على حرية الدين؛ لكن وفقاً لتقرير الحرية الدينية فإنَّ الحكومة قيدت أنشطة الجماعات الإسلامية الراديكالية التي اعتبرتها تهديدات للأمن. ينص الدستور على فصل الدين عن الدولة. يعرّف الدستور الجديد، الذي تم تبنيه في 30 ديسمبر عام 2006، البلاد كدولة ديمقراطية موحدة ذات سيادة تقوم على سيادة القانون؛ كما كان الدستور السابق قد عرّف البلاد بأنها «علمانية». اعترف مرسوم صدر في 6 مايو عام 2006 بالإسلام والكنيسة الروسية الأرثوذكسية باعتبارهما «جماعات دينية تقليدية». تعترف الحكومة بعيد الأضحى وعيد الفطر) وعيد الميلاد الأرثوذكسي كأعياد وطنية. يرسل الرئيس والحكومة المحلية التحيات للمسلمين وأتباع الكنيسة الأرثوذكسية في احتفالتهم، ويتم نشر التحيات في وسائل الإعلام.

### المواقف تجاه المسيحية
بحسب مسح لمركز بيو للأبحاث نُشر عام 2013 يقول 9% من المسلمين القيرغيزستانيين إن جميع المسلمين في بلدهم، أو الكثير منهم، معادون للمسيحيين، وفقاً لمسح أجراه مركز بيو للأبحاث حول مسلمي العالم. ونحو 8% من تم استطلاع آرائهم من المسلمين في قيرغيزستان يقولون إن كل أو معظم أو كثير من المسيحيين معادون للمسلمين. وبحسب مركز بيو للأبحاث حوالي 12% من المسلمين القيرغيزستانيين يقولون إنهم يعرفون بعضًا أو كثيرًا عن المعتقدات المسيحية، ويقول حوالي 54% من المسلمين القيرغيزستانيين أنَّ المسيحية تختلف كثيراً عن الإسلام، بالمقارنة مع 31% منهم يقولون أنَّ للمسيحية الكثير من القواسم المشتركة مع الإسلام. وترتفع نسبة من يقولون أنَّ للمسيحية الكثير من القواسم المشتركة مع الإسلام (62%) بين المسلمين القيرغيزستانيين الذين يقولون إنهم يعرفون بعضًا أو كثيرًا عن المعتقدات المسيحية، بالمقارنة مع المسلمين القيرغيزستانيين الذين يقولون إنهم يعرفون القليل أو من لا يعلمون شيئاً عن المعتقدات المسيحية (28%). ويقول حوالي 19% من المسلمين القيرغيزستانيين أنهم سيكونون مرتاحين بحالة زواج ابنتهم من مسيحي، بالمقارنة مع 24% بحالة زواج ابنهم من مسيحيَّة.